# جونينيو
جونينيو (بالبرتغالية: Roberto Neves Adam Junior‏) هو لاعب كرة قدم برازيلي في مركز الوسط، ولد في 29 يونيو 1989 في بيلوتاس في البرازيل. لعب مع مونتيفيديو واندررز ونادي برازيل دي بيلوتاس ونادي فولاد خوزستان.

## وصلات خارجية
- جونينيو على موقع قاعدة بيانات كرة القدم.إي يو (الإنجليزية)
- جونينيو على موقع Soccerway.com (الإنجليزية)